# Cutty Sark
O Cutty Sark é um clipper (veleiro) britânico. Da classe "extreme clipper", é a última das embarcações de transporte de chá, preservada como símbolo de uma era.

## História

### O século XIX
Foi construído em 1869 em Dumbarton, no rio Clyde (Escócia), nos estaleiros Scott & Linton, com projeto do engenheiro naval Hercules Linton. Foi lançado ao mar em 23 de Novembro desse mesmo ano, tendo efetuado a sua primeira viagem em Fevereiro de 1870. Deve o seu nome  à indumentária da personagem "Nannie", uma bruxa dançarina, do poema  "Tam o'Shanter", de Robert Burns, publicado em 1791.
A embarcação destinava-se ao transporte de chá, naquela época objecto de um dinâmico comércio entre a China e a Grã-Bretanha. Este comércio gerava grandes lucros, nomeadamente se chegasse a Londres com o primeiro chá da temporada, o que demandava embarcações ágeis e velozes. O início da carreira do Cutty Sark, entretanto, não foi dos mais promissores. Na corrida do chá de 1872, contra o clipper Thermopylae, ambas as embarcações largaram juntas do porto de Xangai a 18 de Junho, mas o Cutty Sark foi ultrapassado duas semanas depois, após sofrer uma avaria no timão ao passar pelo estreito de Sunda. Chegou a Londres a 18 de Outubro, uma semana após o seu rival. Apesar de ter perdido a disputa, o Cutty Sark obteve reputação à época porque o seu comandante preferiu prosseguir a viagem com um timão improvisado a deter-se em um porto para efectuar os reparos necessários. 
Em fins do século XIX os clippers foram substituídos pelos barcos a vapor na rota do chá. Estes últimos podiam passar através do canal de Suez e, além disso, a entrega da carga era mais garantida. O Cutty Sark foi destinado então ao comércio de lã com a Austrália. Sob o comando do respeitado capitão Richard Woodget conseguiu transportar cargas de lã em apenas 67 dias. Neste período, conseguiu a sua melhor marca, 360 milhas náuticas (666 km) em 24 horas de navegação, a uma média de 15 nós (27,7 km/h).
Em 22 de Julho de 1895, foi vendido à empresa portuguesa Joaquim Antunes Ferreira & C.ª, por 1 250 libras esterlinas, sendo rebaptizado como "Ferreira". A sua tripulação portuguesa, não obstante, referia-se ao clipper como "Pequena Camisola" que é a tradução da expressão escocesa "Cutty Sark".
Transportou vários tipos de mercadorias entre a metrópole e as então colónias africanas, em 1916 sofreu estragos provocados pelo mau tempo, até 1922, navegou entre Portugal, Angola, Moçambique, Brasil, Estados Unidos e Reino Unido.

### Do século XX aos nossos dias
Em 1916 foi profundamente reformado, reconvertido em goleta no porto de Cidade do Cabo (África do Sul) e rebatizado como "Maria do Amparo". Em 1922 o capitão Wilfred Dowman adquiriu a embarcação, devolveu-a ao seu aspecto original e destinou-a a embarcação de recreio.
O Cutty Sark tem também seu eco na literatura graças ao poema de Hart Crane, "The Bridge", publicado em 1930.
Em 1954 foi levado a Greenwich, no Sudeste de Londres, e colocado em doca-seca. Ao final do século XX conservava-se como um barco-museu, constituindo-se em uma das principais atrações turísticas daquele bairro londrino, próximo ao Museu Marítimo Nacional, ao antigo Hospital e ao Parque. É um dos pontos de passagem obrigatórios durante a Maratona de Londres.
A embarcação arvora uma bandeira com a legenda "JKWS", o código que representa Cutty Sark no Código internacional de sinais, introduzido em 1857.
A embarcação inspirou a marca de whisky com o mesmo nome. Uma imagem do veleiro figura no rótulo e antigamente, a marca patrocinava uma corrida de clipper conhecida como "Cutty Sark Tall Ships' Race".
No início do século XXI, encontrava-se em processo de restauração, em sua doca-seca em Greenwich, ao custo estimado de 25 milhões de libras esterlinas. Uma etapa do projecto previa elevar o casco do mesmo na doca a cerca de três metros de altura, para a construção de museu que permitisse aos visitantes observar o seu casco por baixo. Entretanto, com o devastador incêndio de 21 de maio de 2007, os trabalhos foram suspensos.

## Características
O Cutty Sark é um das três últimas embarcações sobreviventes da era dos clippers. Possui estrutura metálica e coberta em pranchas de madeira.
- Tonelagem Bruta de Registro: 921 toneladas;
- Comprimento: 210 pés (64 metros);
- Altura do mastro principal: 152 pés (46,3 metros) acima do convés.